# Arthur C. Lundahl

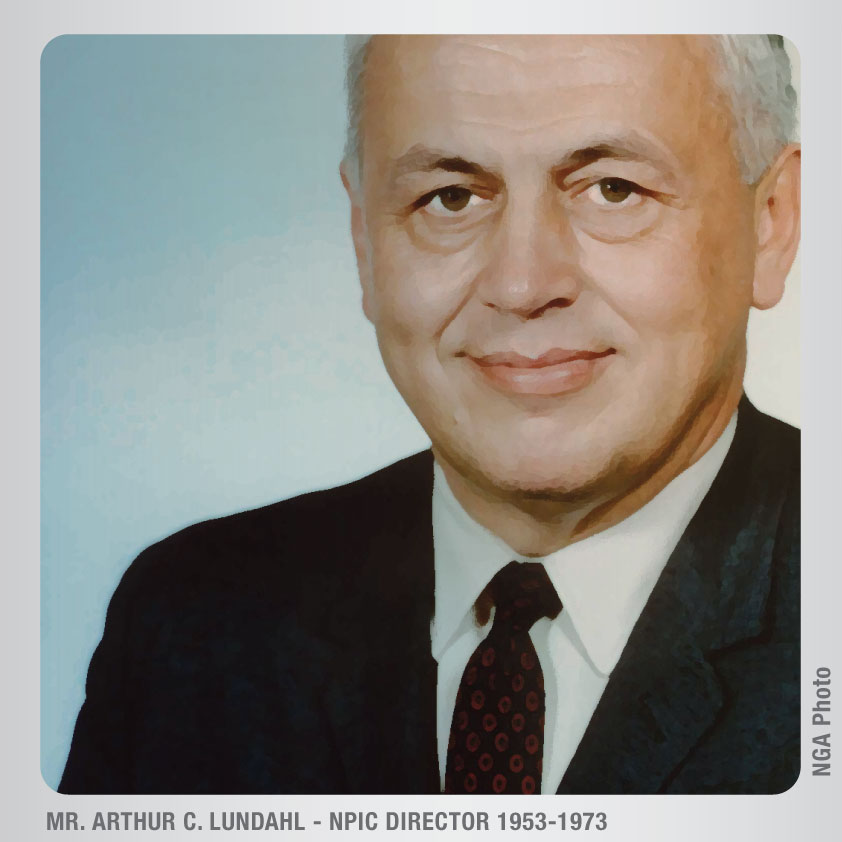

Arthur Charles „Art“ Lundahl (* 1. April 1915 in Chicago, Illinois; † 22. Juni 1992 in Bethesda (Maryland)) war ein US-amerikanischer Nachrichtendienstler.
Lundahl war nach dem Zweiten Weltkrieg Wegweiser der Bildaufklärungsorganisation National Photographic Interpretation Center des US-amerikanischen Auslandsgeheimdienstes Central Intelligence Agency  und von Mai 1953 bis Juli 1973 deren erster Direktor. 
Als Experte der Luftbildfotografie entdeckte er 1962 Raketenabschussanlagen in Kuba, was zur Kubakrise führte. Lundahl war während der Kubakrise Teil des ExComm.